# Cavalheiro Papal
Cavalheiro Papal ou Gentil-homem Papal é um assistente leigo do papa e da Casa Pontifícia no Vaticano. O cavalheiro papal serve no Palácio Apostólico, perto da Basílica de São Pedro, em posições cerimoniais, como escoltar dignitários durante o funeral de um papa. A posição é herdeira do antigo camareiro papal, que existiu até 1968. Ser nomeado é uma honra e o nomeado trabalha voluntariamente.